# Малый оленёк
Малый оленёк, или канчиль, или мышиный олень, или яванский малый канчиль, или яванский оленёк (лат. Tragulus javanicus), — вид млекопитающих из семейства оленьковые. Самое маленькое китопарнокопытное на планете. Обитает в Юго-Восточной Азии.

## Описание
Малый оленёк длиной от 45 до 55 см, высотой в холке от 20 до 25 см и весом от 1,5 до 2,5 кг. Хвост длиной примерно 5 см. Окраска шерсти на верхней стороне бурая. Нижняя сторона и подбородок белые. Морда заострённая, чёрный нос безволосый, глаза очень большие. Телосложение кругловатое, ноги тонкие. Рога отсутствуют, верхние клыки увеличены: у самца подобно бивням торчат из пасти

## Распространение
Область распространения вида охватывает территорию от южного Китая (Юньнань) до Малайского полуострова и островов Суматра, Борнео и Ява с близлежащими небольшими островами. Обитает в лесах с густым подлеском, чаще вблизи водоёмов.

## Образ жизни
Очень пугливые животные, ведущие уединённый образ жизни. Активны преимущественно ночью. В течение дня спят в расщелинах скал или полых стволах деревьев. Ночью отправляются на поиски корма, прокладывая в чаще подобные туннелям тропы.
Это исключительно территориальные животные, причём площадь участка у самцов составляет примерно 12 га, а у самок — примерно 8,5 га. Для коммуникации используется маркировка из мочи, грязи и секретов, которая прекрасно подходит для густых и плохо освещённых джунглей. Борьба за участок между самцами ведётся при помощи длинных клыков.

## Питание
Малые оленьки — это, в первую очередь, травоядные животные, которые питаются листьями, почками и плодами. В зоопарках они питаются также насекомыми.

## Размножение
Самки часто спариваются снова уже через несколько часов, после того, как рождают детёнышей и могут проводить в состоянии беременности почти всю свою жизнь. После примерно 140-дневного периода беременности самка рождает одного, реже двух детёнышей, которые кормятся выменем с четырьмя сосками. Уже через 30 минут после своего рождения они становятся на ноги. Примерно через 10—13 недель они отлучаются от матери, а в возрасте примерно от 5 до 6 месяцев они становятся половозрелыми. Продолжительность жизни составляет 12 лет.

## Малый оленёк и человек
В фольклоре Юго-Восточной Азии малые оленьки считаются хитрыми животными, с качествами, присущими рыжей лисице в Центральной Европе и Китае. В индонезийских народных сказках канчиль часто фигурирует в роли, схожей с ролью Братца Кролика из «Сказок дядюшки Римуса», являясь животным-трикстером.
Местные жители добывают животных ради их мяса. Оленьки легко приручаются, и иногда их содержат как домашних животных. Однако, основную угрозу для вида представляет прогрессирующее выкорчёвывание лесов.